# Psora pseudorussellii
Psora pseudorussellii är en lavart som beskrevs av Timdal. Psora pseudorussellii ingår i släktet Psora och familjen Psoraceae.   Inga underarter finns listade i Catalogue of Life.